# Carlos Fernández
Carlos Fernández Luna (ur. 22 maja 1996 w Sewilli) – hiszpański piłkarz występujący na pozycji napastnika w hiszpańskim klubie Cádiz CF.